# Balazucellus
Balazucellus is een geslacht van kevers uit de familie van de loopkevers (Carabidae). De wetenschappelijke naam van het geslacht is voor het eerst geldig gepubliceerd in 2001 door Deuve.

## Soorten
Het geslacht Balazucellus is monotypisch en omvat slechts de volgende soort:
- Balazucellus hubeicola Deuve, 2001